# Автохтонна культура
Автохто́нна культу́ра — культура, що виникає на території, яку займає. Чистих автохтонних культур мало (найчастіше це культури лісових або малодоступних гірських районів). Більшість культур мають змішаний автохтонно-алахтонний характер.